# Les Fées (livre)
Pour les articles homonymes, voir Les Fées (homonymie).
Les Fées (en anglais Faeries) est un livre écrit et illustré par les artistes anglais Brian Froud et Alan Lee. Sous la forme d'un recueil illustré de mythologie, de légendes et de folklore féérique, le livre explore l'histoire, les coutumes et l'habitat des fées à la manière d'un manuel de terrain, avec des annotations manuscrites.
Le livre a été publié sous le titre Faeries en 1978 par Abrams Book aux États-Unis et Souvenir Press au Royaume-Uni. Il a atteint la quatrième place sur la liste des best-sellers du New York Times. Faeries a depuis été traduit dans une dizaine de langues et est devenu un succès mondial. En 2003, le livre s'était vendu à plus de cinq millions d'exemplaires.

## Aperçu
Le titre original utilise l'orhographe archaïque « faeries » et non fairies. Il ne fait pas seulement référence aux fées, mais englobe un large éventail de créatures mythologiques, notamment les gobelins, les nains, les pixies, les elfes, les leprechauns, les ogres, les boggarts, les banshees, les sirènes et les selkies,.
Le contenu du livre comprend des informations sur l'archéologie, l'histoire, les caractéristiques et les coutumes des fées, une géographie du Pays des Fées et un catalogue des types de fées. Il donne également des conseils pratiques : les meilleurs endroits pour trouver des fées, les façons de conjurer leurs sorts, les principaux dangers qu'elles représentent et la flore de féérie.
Bien que les informations historiques du livre couvrent le folklore du monde entier, la plupart des anecdotes, de la poésie et de la littérature sur les fées proviennent de France, d'Angleterre, d'Écosse et d'Irlande. Parmi les textes de Lee et Froud figurent des légendes celtiques et des ballades sur les fées, ainsi que des extraits de poèmes écrits par William Butler Yeats, Christina Rossetti et d'autres poètes.
Au total, le livre contient 185 illustrations, dont 147 en couleurs.

## Développement
L'idée du livre est venue de l'éditeur new-yorkais Ian Ballantine, après le succès du livre Les Gnomes de 1977, écrit par deux auteur néerlandais, Wil Huygen et Rien Poortvliet. Ballentine a recruté les deux illustrateurs britanniques Brian Froud et Alan Lee pour produire un ouvrage similaire sur les fées comme une suite aux Gnomes. Un troisième livre, Giants, a été publié après Faeries. En toute fin d'ouvrage, sous le titre Une remarque technique, les deux auteurs rendent un hommage implicite mais plein d'humour aux Gnomes de Huygen et Poortvliet.
Partageant un logement à Chagford dans le Dartmoor, Alan Lee et Brian Froud ont passé neuf mois à faire des recherches, à illustrer et à rédiger le livre. Ils se sont essentiellement basés sur les travaux de la célèbre folkloriste britannique Katharine Briggs, ainsi que des folkloristes du XIXe siècle tels que Popular Romances of the West of England (1865) de Robert Hunt et Ancient Legends of Ireland (1887) de Jane Wilde, ainsi que des histoires du Moyen Âge telles que celles racontées par Giraud de Barri.
Selon Froud, Ballantine s'attendait à un livre joyeux avec des fées amusantes et mignonnes, et il a découvert d'horribles créatures vertes aux dents acérées, ce qui l'a horrifié. Mais le livre se basait sur le folklore attesté des fées.

## Style

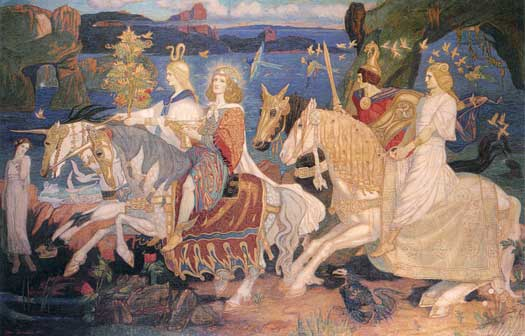
L'illustration d'Alan Lee pour l'entrée « Faerie Rades » est inspirée par le tableau de John Duncan Les Cavaliers des Sidhe

Les fées est illustré par deux techniques : des aquarelles et des dessins au crayon.
Brian Froud a déclaré que pendant l'écriture du livre, Alan Lee et lui avaient l'intention de rendre leurs styles indiscernables. Cependant, faute de temps, ils n'ont pas pu aboutir dans ce sens. Chacun a choisi ce qu'il voulait illustrer et ils se sont réparti le travail, en tenant compte des forces et des faiblesses artistiques de chacun, cependant quelques illustrations sont tout de même des travaux communs, mêlant les deux styles.
En comparant les styles d'illustration des deux auteurs, l'écrivain James Clarke a noté que les images d'Alan Lee « penchent légèrement plus vers le réalisme » tandis que le style de Brian Froud « est légèrement plus accentué et ses visages de fées sont immédiatement identifiables ». Dans le Library Journal, M. L. del Mastro a décrit les illustrations comme un mélange de « délicatesse de Maxfield Parrish avec des grotesques de Disney et des frères Hildebrandt ». Le Washington Post a identifié des références stylistiques à Arthur Rackham, Richard Dadd, Willy Pogany et les peintres préraphaélites John William Waterhouse, John Everett Millais et Edward Burne-Jones. Le mensuel The Atlantic a également comparé le style à celui des peintres Arnold Böcklin et Jérôme Bosch. Dimitra Fimi, spécialiste de la littérature fantastique, a écrit que l'illustration d'Alan Lee pour l'entrée « Faerie Rades », représentant le cortège des fées irlandaises comme « des hommes et des femmes magnifiquement habillés dans un style médiéval, la plupart d'entre eux chevauchant des chevaux décorés et l'un d'eux tenant une bannière déployée », s'est fortement inspirée du tableau de John Duncan de 1911, Les Cavaliers des Sidhe.

## Publication et réception
Faeries a été publié pour la première fois par Abrams Books en novembre 1978. Le livre a atteint la quatrième place sur la liste des best-sellers du New York Times,. En janvier 1979, son premier tirage de 180 000 exemplaires été épuisé.
Considéré comme un classique de la fantasy,, Les fées s'était vendu à plus de cinq millions d'exemplaires en 2003.
Une édition spéciale pour le 25e anniversaire du livre a été publiée en 2002, contenant huit pages supplémentaires et 20 nouvelles illustrations, ainsi qu'une nouvelle introduction des deux auteurs et s'est vendue à plus de 100 000 exemplaires dans les six mois. L'édition « Deluxe Collector's Edition » publiée en 2010 comprend encore huit illustrations supplémentaires de Froud et Lee et une préface de Jane Yolen.

### Récompenses
Les fées a remporté la deuxième place du prix Locus 1979 du meilleur livre d'art.

## Traductions
Des traductions ont suivi immédiatement dès 1979 en allemand, néerlandais et français. Puis d'autres langues ont connu leur adapatation : en japonais (1980), serbo-croate (1980), espagnol (1985), italien (1987), portugais (1992) et grec (2009).
L'adaptation française parue chez Albin Michel en 1979 est due au traducteur Pierre Alien. Il a francisé de nombreux noms de créatures, par exemple le lèprechien pour le leprechaun, ou l'otarelle pour la selkie.

## Adaptations
En 1980, une version en livre animé de 12 pages destinée aux enfants a été publiée sous le titre The Faeries Pop-up Book par Abrams aux États-Unis et Kestral Books au Royaume-Uni.
En 1981, Faeries a été adapté en un dessin animé de même nom réalisé par Lee Mishkin et diffusé sur CBS aux États-Unis.
Brian Froud, a creusé la veine des peuples féériques et a donné plusieurs suites au livre. On peut citer Le Livre de fées séchées de Lady Cottington (1994), avec Terry Jones,  Good Faeries/Bad Faeries (1998) et Faeries' Tales (2014), et avec sa femme Wendy Froud pour les textes The Heart of Faerie (2010) et Trolls (2012).